# Museu da Eletricidade (Lisboa)
O Museu da Electricidade era um antigo museu pertencente à Fundação EDP instalado na antiga Central Tejo, Av. de Brasília, Lisboa. Está agora integrado no Museu de Arte, Arquitetura e Tecnologia (MAAT) com a designação de Circuito Central Elétrica.
O museu apresenta nos seus espaços, o passado, o presente e o futuro das Energias, num conceito de Museu de Ciência e de Arqueologia industrial, onde convivem lado a lado exposições temáticas e experimentais, com os mais variados eventos culturais e empresariais. 
Está situado na zona de Belém, em terrenos conquistados por Lisboa ao rio Tejo no final do século XIX, numa das zonas de maior monumentalidade histórica da cidade onde podemos encontrar, entre outros, o Mosteiro dos Jerónimos, o Centro Cultural de Belém, a Torre de Belém, o Padrão dos Descobrimentos, o Palácio e Museu da Presidência da República Portuguesa, ou a Cordoaria Nacional. 
O Museu da Electricidade desenvolve-se no perímetro da antiga Central Tejo, central termoeléctrica que proporcionou iluminação à região de Lisboa durante mais de quatro décadas e que está classificada como Imóvel de Interesse Público.
A sua abertura como Museu deu-se em 1990. Passados dez anos, o Museu da Electricidade passou por um novo período de reabilitação dos seus edifícios e equipamentos, para reabrir ao público em 2006. 

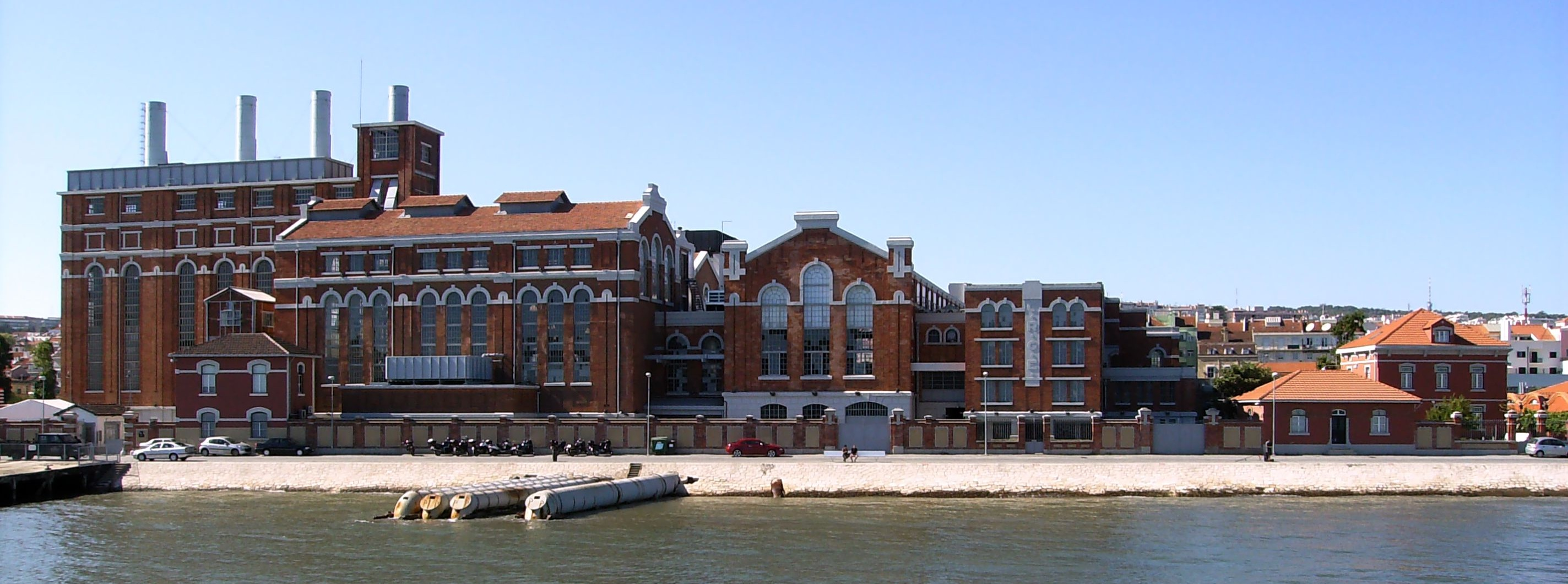
Central Tejo, actual Museu da Electricidade – vista desde o rio Tejo

Hoje, pelo seu aspecto cultural e multidisciplinar, o visitante pode desfrutar de variados eventos; desde a exposição permanente do Museu, onde se mostra e explica por intermédio da maquinaria original da antiga Central Tejo o seu modo de funcionamento e o seu ambiente de trabalho, até às exposições temporárias de grande diversidade (fotografia, escultura, pintura, ...) passando ainda por espaços didácticos e mais lúdicos versando o tema das energias, como jogos pedagógicos, ou mostras de energia solar no exterior, teatro, concertos, conferências, etc.
O Museu da Electricidade é parte integrante do património e da estrutura da Fundação EDP que pertence ao Grupo EDP - Energias de Portugal, SA.

## Arquitetura

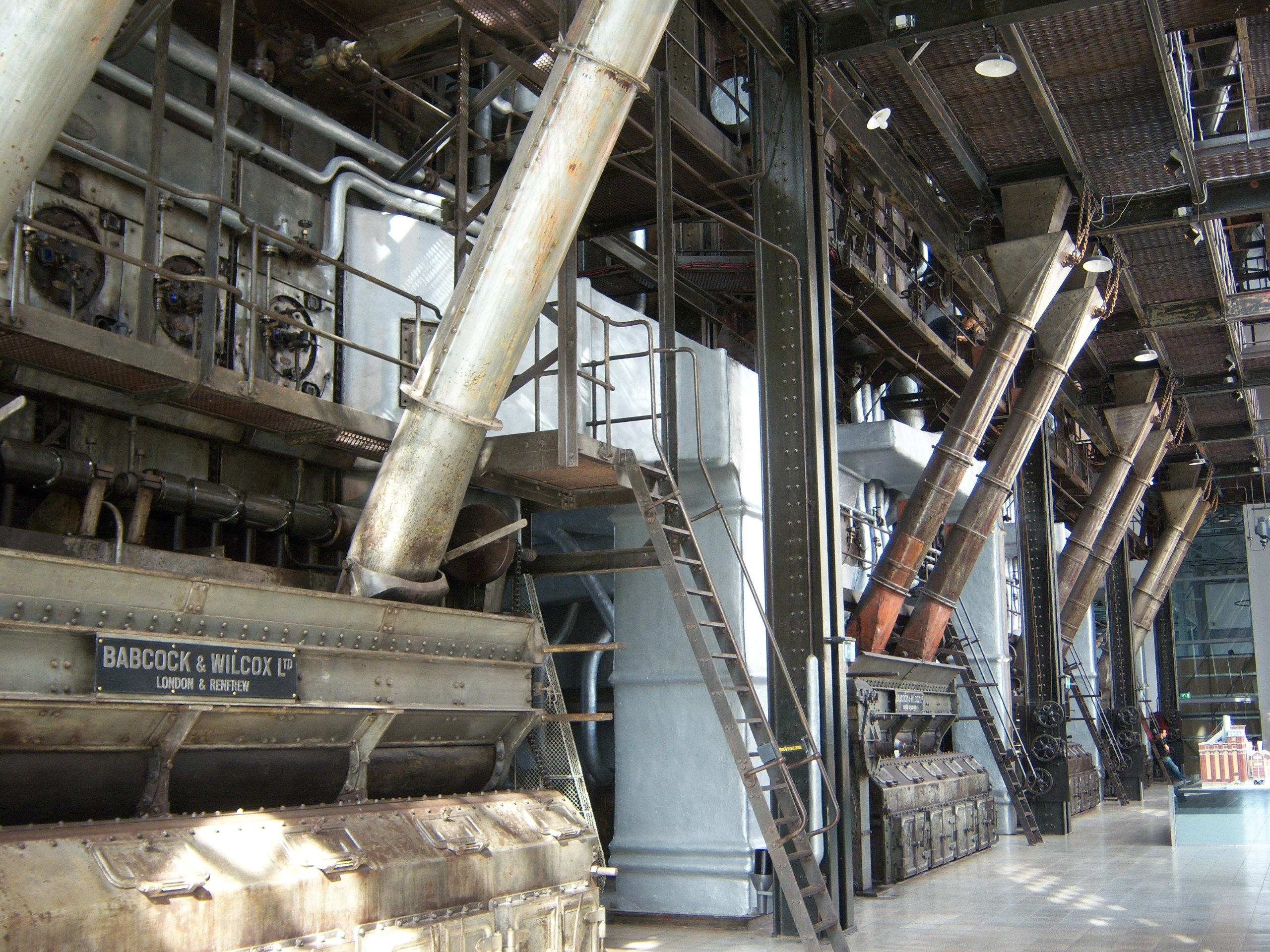
Sala das Caldeiras

Todo o conjunto que constitui a Central Tejo representa uma antiga Central Termoeléctrica que abasteceu de electricidade Lisboa e a sua região. Trata-se de um edifício único no panorama arquitectónico de Lisboa, e um dos mais belos exemplos de arquitectura industrial da primeira metade do século XX em Portugal.
A Central Tejo foi construída entre 1908 e 1951 conhecendo por isso ao longo deste período diversas fases de ampliação. A sua estrutura segue o tipo da arquitectura ocidental do ferro com revestimento em tijolo, que configura e decora as fachadas em estilos artísticos que abrangem desde a arte nova, nos seus corpos mais antigos (edifício de baixa pressão), até ao classicismo nos mais contemporâneos (edifício de alta pressão). Com a expansão da central foram adquiridos ao longo dos anos terrenos e outros edifícios contíguos à própria central, tornando-se hoje no grande conjunto industrial com diversos fins culturais tendo sempre como pano de fundo o rio Tejo que lhe deu o nome.
Devido ao seu estado de conservação, entre 2001 e 2005 o Museu sofreu obras de restauro para consolidar a sua estrutura, tratar das suas fachadas e maquinaria interior e, com um novo projecto museológico, transformou-se naquilo que hoje é visível.

## Visita Virtual
Tudo começa na denominada Praça do Carvão, lugar de acolhimento aos visitantes e também espaço para exposições e eventos; era aqui neste local que no passado, a partir do rio Tejo, se descarregavam toneladas de carvão para o fornecimento das caldeiras. Nesta mesma praça podem-se contemplar o crivo, os silos e as noras elevatórias que misturavam e encaminhavam o carvão até à parte superior do edifício das caldeiras de Alta Pressão.
A entrada no interior do complexo industrial realiza-se pela Sala de Exposições, antigo edifício das caldeiras de Baixa Pressão; actualmente é um espaço livre onde ocorrem as exposições temporárias e onde ainda se pode observar as condutas de expansão do vapor e os silos de carvão das antigas caldeiras já desaparecidas.

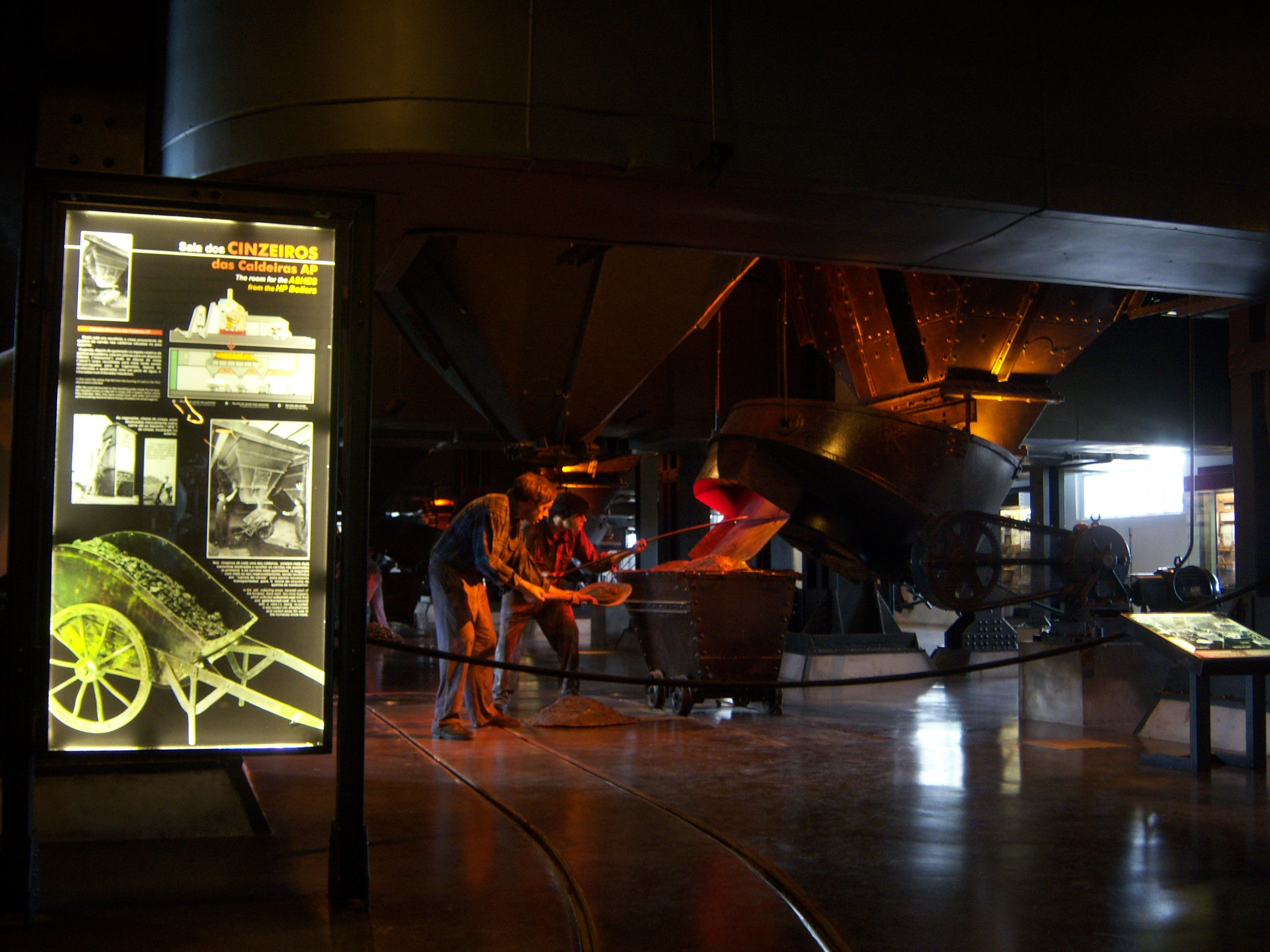
Vista da Sala dos Cinzeiros das Caldeiras de Alta Pressão

Daqui acede-se à Sala das Caldeiras, o antigo edifício de caldeiras de Alta Pressão; de forma imponente ressaltam à observação do visitante quatro grandes caldeiras com cerca de 30 metros de altura, respectivos painéis de controlo, circuitos de ar e de combustível, ventiladores, etc.
Destaca-se a caldeira número 15, a qual foi musealizada, possibilitando ao visitante aceder ao seu interior e descobrir a sua estrutura e componentes internos (tapete de grelhas, paredes de Bailey, queimadores de nafta, tubos de aquecimento da água, etc.). Além das caldeiras, neste amplo espaço também é dado a conhecer a história da construção da Central Tejo e uma primeira abordagem às difíceis condições de trabalho vividas pelos seus trabalhadores.
No piso inferior localiza-se a Sala dos Cinzeiros, zona onde se recolhiam as cinzas do carvão queimado ou ainda por queimar. Particular ênfase é atribuído às difíceis condições de trabalho aqui existentes, consequências do calor existente e da respiração de cinzas resultantes da queima do carvão. Mas o conteúdo museológico não se esgota neste assunto e exemplos de trabalhos de forja, carpintaria e transporte, qualidade e origem dos carvões são apresentados.
Prosseguindo a visita, encontra-se a Sala do Experimentar, a qual está dividida em três secções: uma dedicada às fontes de energias (tanto renováveis como fósseis), outra aos cientistas que historicamente contribuíram para os avanços associados à produção de energia eléctrica, e uma terceira zona de “aprender…brincando”, onde existem diversos tipos de módulos pedagógicos e jogos relacionados com electricidade. É um espaço de diversão e aprendizagem, mostrado no final de uma visita guiada para que todos possam utilizar a sua energia e conhecimentos adquiridos.
Depois das experiências, está a Sala da Água. Neste espaço e no seguinte, a Sala das Máquinas, o discurso museográfico volta a ser igual ao das caldeiras, sendo perceptível pelos tubos pintados de várias cores que correm entre as máquinas, pelas paredes ou pelo tecto. Cada cor tem a sua correspondência de acordo com o tipo de fluido que por ali circulava: vapor seco, vapor húmido, água, etc.
Voltando à Sala da Água, mostra-se o processo de tratamento da água para poder ser posteriormente usada nas caldeiras. As máquinas que podemos observar são electrobombas, depuradores, filtros ou destiladores dos anos 40, do Século XX.

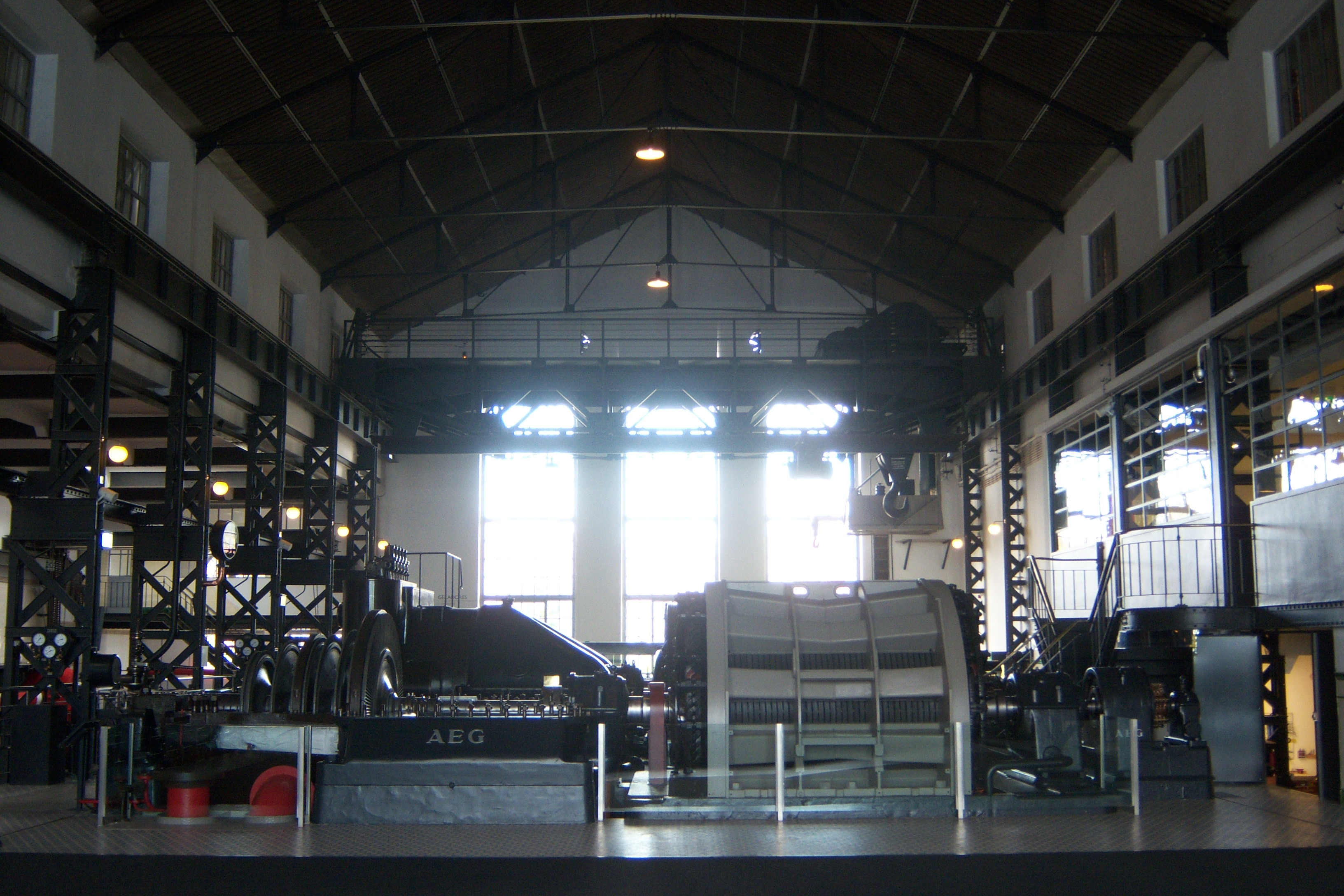
Vista da Sala dos Geradores, com um turbo-alternador musealizado

Logo a seguir a esta sala, encontra-se a Sala dos Condensadores, lugar onde estão expostos condensadores para refrigeração do vapor, assim como as bombas que permitiam a drenagem da água do rio Tejo, a fonte fria essencial ao funcionamento da Central Termoeléctrica. Na parte posterior da sala, onde estão expostos disjuntores dos grupos geradores da central, encontra-se uma exposição permanente designada, Rostos da Central Tejo, uma homenagem aos trabalhadores da Central através de fotografias e audiovisuais que mostram a sua actividade e condições laborais.
No piso superior aos condensadores situa-se a Sala dos Geradores, onde se exibem dois dos cinco grupos turbo-alternadores de que dispunha a Central. Um deles foi musealizado abrindo a sua estrutura para mostrar os componentes internos e permitir uma melhor percepção ao visitante sobre como se gerava a energia eléctrica.
Finalmente, sob um patamar superior, está a Sala de Comando; o lugar onde se controlavam os geradores, assim como a subestação e a respectiva distribuição da electricidade pela rede eléctrica alimentada pela central. Hoje, está convertida em mais uma zona de experimentar onde os guias do museu explicam a história associada à produção de energia eléctrica através de exemplos práticos e quotidianos, como a pilha de limões, o funcionamento das energias renováveis ou a simplificação do processo produtivo da própria central, com uma botija de gás e uma panela de pressão, tudo isto numa perspectiva pedagógica adequada ao público em questão.

## Acervo
A colecção do Museu da Electricidade, não se resume somente à parte visível do museu, mas também ao seu acervo.
A prioridade tem-se baseado na recuperação dos elementos passíveis de exposição, através do seu restauro e conservação, e na aquisição, preservação e inventariação de novas peças, vindas de outras instalações de todo o pais, ou doações de particulares.
Neste momento, o Museu alberga uma grande quantidade de bens móveis expostos, como caldeiras, turbo-alternadores e condensadores das 1930- 50, e bens em acervo, como peças e equipamentos que abrangem os finais do século XIX até os dias de hoje. Destaca-se a colecção de electrodomésticos, máquinas eléctricas, peças e moldes de iluminação pública e privada em madeira e ferro, equipamentos de laboratório, válvulas, maquetas, etc.

## Centro de Documentação
O Centro de Documentação do Museu da Electricidade tem como finalidade estabelecer-se num centro especializado no estudo e conhecimento da energia e especialmente da electricidade. É constituído cerca de 60 000 volumes de documentos em diversos formatos (documentos, plantas, livros, vídeos, etc.) que abrangem o período desde 1848 até aos nossos dias. Mais de 90.000 fotografias e aproximadamente 15.000 livros, a maioria especializados em electricidade (em todos os seus aspectos: técnicos, construtivos, económicos, históricos ou sociais), mas também monografias sobre património e arqueologia industrial, museologia, temas de cultura geral, enciclopédias e publicações periódicas.
O centro tem ainda uma política de identificação e incorporação de documentos, que podem ser consultados na internet ou no próprio centro, assim como a publicação de monografias sobre a história da electricidade em Portugal.

## Actividades
Ao longo do ano realiza-se uma grande quantidade de actividades no Museu da Electricidade, tanto no interior como no exterior, tais como exposições temporárias, o “Mês da Ciência”, concertos, conferências, etc.
Neste sentido, a praça do Carvão não se manifesta apenas em dar as boas-vindas aos visitantes do Museu. Por vezes transforma-se realmente numa sala a céu aberto, onde se desenvolve toda uma série de eventos de uma diversidade apaixonante.

### Mês de Ciência

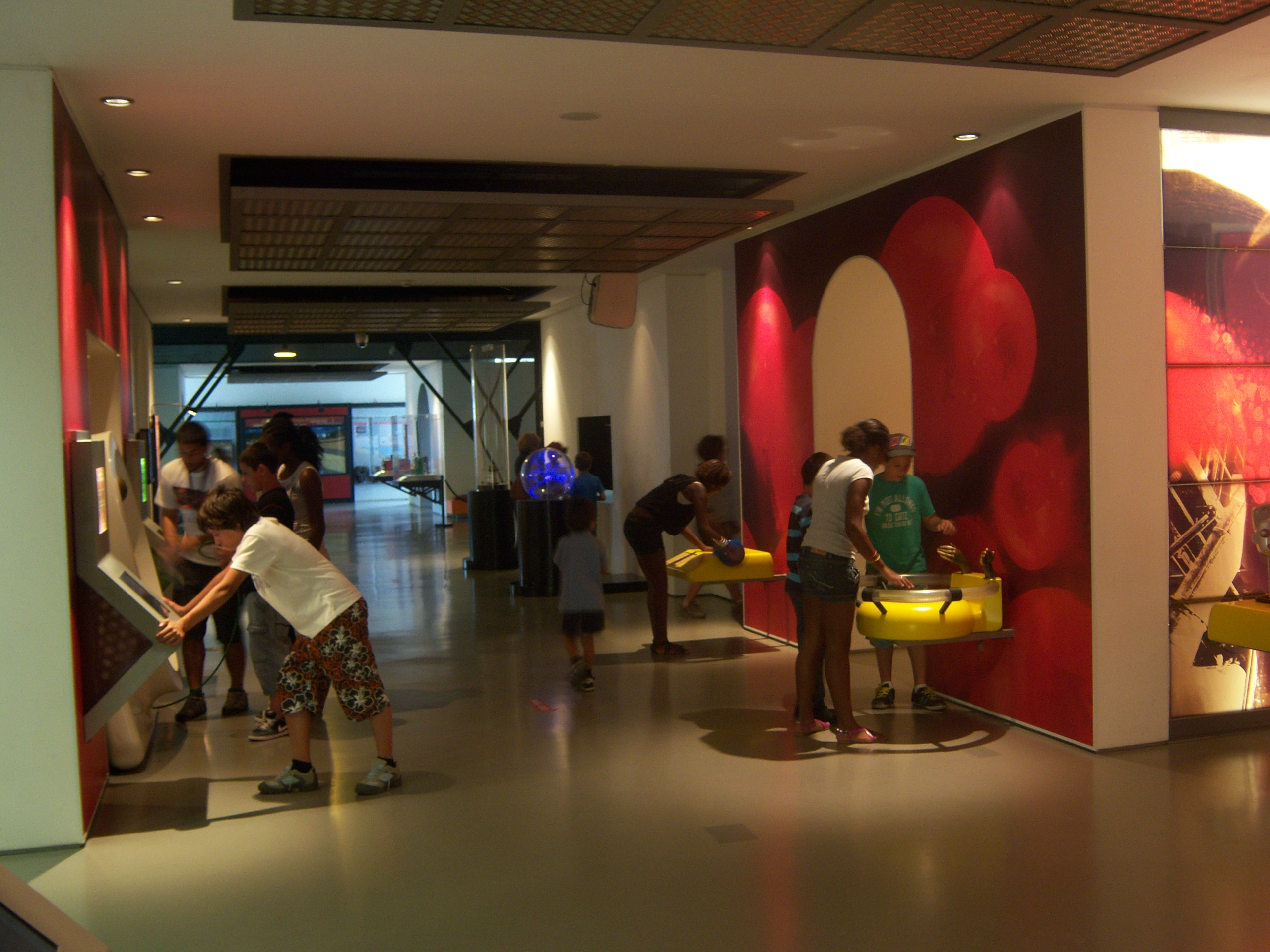
Sala de Experimentar, um espaço de jogo e diversão

Durante o mês de Maio na praça do Carvão realiza-se o Mês da Ciência, umas jornadas que integram várias actividades. Apesar de a maioria já se realizar no passado, a sua primeira edição como jornadas anuais foi em 2009. Os eventos dentro do Mês da Ciência são as Olimpíadas de Física (competição para os jovens estudantes), a Mostra Nacional da Ciência, a Festa da Criança, o Festival Solar e o Rali Solar. À excepção das “Olimpíadas da Física”, promovidas pela Sociedade Portuguesa de Física, todas as actividades foram promovidas pelo Museu da Electricidade.
Visitas Guiadas 
[Ficheiros da centralizar|thumb|225px|Sala dos Condensadores. Pormenor dos disjuntores e a exposição: Rostos da Central Tejo.]]
O Museu da Electricidade oferece visitas guiadas dinâmicas e pedagógicas para quem deseja compreender com maior detalhe a produção de electricidade numa central termoeléctrica. As visitas abordam ainda a temática das energias renováveis e incluem muitas experiências simples mas educativas sobre electricidade. Aspectos como as fontes de energias renováveis, experiências caseiras e simples sobre a produção eléctrica são focados e realizados pelos guias, os quais formam uma equipa jovem e sempre pronta a esclarecer o visitante.
As visitas podem ser marcadas para grupos, todos os dias. Ao fim de semana realizam-se visitas, sem ser necessária pré-marcação, para todos os visitantes que desejem participar.

## Ligações Externas
- Fundação EDP em web.archive.org
- Wikienergia. Categoria Museu da Electricidade
- Base de dados do Centro de Documentação
- Web oficial do Mês da Ciência
- Ficha de Património/IGESPAR
- “Museu da Electricidade. Um Museu com história, um Museu para o futuro.” Artigo Revista INGENIUM
- Um dia no Museu da Eletricidade, Big Bang - Isto é Ciência (Extrato de Programa), Academia RTP, 2011
- (em castelhano) Monsacro.net: Museu da Electricidade